# Хонский, Михал
Ми́хал Хо́нский (пол. Michał Choński; 1779, Тридония — 1 февраля 1855, Житомир) — польский учёный-экономист, преподаватель, научный писатель
.
Был родом из села Тридония Августовской губернии. Потерял обоих родителей во время событий 1795 года, после чего отправился в Гродно и некоторое время жил в доминиканском монастыре. Затем изучал древние языки в академии в Вильно, где получил степень доктора философии и свободных наук. 
С 1805 года в течение 25 лет был профессором естественного права и политической экономии в Кременецком лицее.
Придерживался принципов Адама Смита, в защиту которого перевел книгу Якоба («Zasady ekonomii narodów, czyli umiejetności narodowego gospodarstwa», Кременец, 1820). Другие известные работы его авторства: «О wpływie systematów podatkowania na stan zamożnoości narodów i byt ich politiczny» (Кременец, 1816) и «Handel w głównych zarysach pod względem swej istoty, początku itd» (в журнале Крашевского «Atheneum»).